# Данијел Деј Луис
Сер Данијел Деј-Луис (енгл. Ser Daniel Day-Lewis; Лондон, 29. април 1957) је пензионисани енглеско-ирски глумац. Познат је по својој константној посвећености и истраживању приликом приступања улогама, као и по томе што често остаје у улози у току целог трајања снимања филма. Такође је познат и као један од најизбирљивијих глумаца у филмској индустрији — од 2002. појавио се у свега шест филмова, од којих су му четири донела номинацију за Оскара. Правио је дуге паузе између снимања филмова, које су знале да потрају и до пет година.
Деј-Луис је један од најхваљенијих глумаца своје генерације и добитник је бројних награда, међу којима су и три Оскара за најбољег глумац у главној улози — за улоге у филмовима Моје лево стопало, Биће крви и Линколн. Он је уједно и једини глумац који је икада освојио три Оскара у тој категорији. Такође је добитник четири Бафте, три Награде Удружења филмских глумаца и два Златна глобуса. Пензионисао се 2017. године након филма Фантомска нит.
Рођен и одрастао у Лондону, Деј-Луис се изврсно снашао на позорници у Националном позоришту за младе, пре него што је био примљен у Бристол Олд Вик театарску школу, коју је похађао три године. Упркос традиционалном тренингу у Бристол Олд Вику, он се сматра методским глумцем, познатим по сталној посвећености и истраживању својих улога. Приказујући „меркуријални интензитет”, често би био потпуно у карактеру током читавог распореда снимања својих филмова, чак до тачке да то негативно утиче на његово здравље. Ради заштите свог приватног живота, ретко је давао интервјуе и имао је врло мали број јавних наступа.
Након пензионисања и седам година паузе, најављено је да ће Деј Луис глумити у филму Аномине сина Ронана Деј Луиса.

## Младост и образовање
Данијел Мајкл Блејк Деј-Луис рођен је 29. априла 1957. у Кенсингтону, у Лондону, као друго дете песника Сесила Деј-Луиса (1904–1972) и његове друге супруге, глумице Џил Балкон (1925–2009). Његова старија сестра, Тамасин Деј-Луис (рођена 1953), је телевизијски кувар и критичар хране. Његов отац, који је рођен у ирском граду Балинтуберт, округ Лиш, био је протестантског англо-ирског порекла, живео је у Енглеској од своје друге године, а 1968. је именован за песника лауреата. Деј-Луисова мајка је била Јеврејка; њени јеврејски преци Ашкенази били су имигранти у Енглеску крајем 19. века, из Летоније и Пољске. Деј-Луисов деда по мајци, сер Мајкл Балкон, постао је шеф Илинг студија, помажући у развоју нове британске филмске индустрије. БАФТА за изузетан допринос британској кинематографији додељује се сваке године у Балконову част.
Две године након Деј-Луисовог рођења, преселио се са породицом у Крумс хил у Гриничу преко Порт Кларенса, округ Дарам. Он и његова старија сестра нису много виђали своја старија два полубрата, који су били тинејџери када се Деј-Луисов отац развео од њихове мајке. Живећи у Гриничу (похађао је основне школе Инвикта и Шерингтон), Деј-Луис је морао да се носи са огрубелом децом из јужног Лондона. У овој школи су га малтретирали јер је био и Јеврејин и „отмен“. Савладао је локални акценат и манире, и то сматра својим првим убедљивим извођењем. Касније у животу, познато је да је о себи говорио као о неуредном лику у својим млађим годинама, често у невољи због крађе у радњи и других ситних злочина.
Године 1968, Деј-Луисови родитељи, сматрајући да је његово понашање превише дивље, послали су га као интернисту у независну школу Севеноакс у Кенту. У школи се упознао са своја три најпроминентнија интересовања: обрада дрвета, глума и риболов. Међутим, његово презир према школи је растао, и након две године у Севеноаксу, пребачен је у другу независну школу, Бедалес у Петерсфилду, у Хемпширу. Његова сестра је већ била студент тамо, и имала је опуштенији и креативнији етос. На филму је дебитовао са 14 година у Недељној крвавој недељи, у којој је играо вандала у некредитованој улози. Он је то искуство описао као „рај“ јер му је плаћено 2 фунте да вандализује скупе аутомобиле паркиране испред његове локалне цркве.
Током неколико недеља 1972. године, породица Деј-Луис живела је у Лемонсу, севернолондонском дому Кингслија Амиса и Елизабет Џејн Хауард. Деј-Луисов отац је имао рак панкреаса, и Хауард је позвала породицу у Лемонс као место где би могли да се одморе и опораве. Ту му је отац умро у мају те године. У време када је напустио Бедалес 1975. године, Деј-Луисов непослушан став је сплахнуо, и морао је да направи избор каријере. Иако је бриљирао на сцени Националног омладинског позоришта у Лондону, пријавио се за петогодишње шегртовање за столара. Био је одбијен због недостатка искуства. Примљен је у Бристол Олд Вик театарску школу, коју је похађао три године заједно са Мирандом Ричардсон, да би на крају наступио у самом Бристол Олд Вику. У једном тренутку је играо заменика Пита Постлетвејта, са којим ће касније глумити у филму У име оца (1994).
Џон Харток, Деј-Луисов учитељ глуме у Бристол Олд Вику, се присећа:
И тада је било нешто о њему. Био је тих и љубазан, али је био јасно фокусиран на своју глуму - имао је горући квалитет. Чинило се да нешто гори испод површине. Много тога се дешавало испод те тихе појаве. Постојала је једна представа посебно, када су студенти извели представу под називом Класни непријатељ, када се чинило да заиста блиста — и нама, особљу, постало је очигледно да имамо неког прилично посебног у рукама.

## Филмографија
| Филмови             |                               |               |                      | |
| Година              | Српски назив                  | Изворни назив | Улога                | Напомене |
| 1971.               | Крвава недеља                 |               | дечак вандал         | |
| 1981.               | Хвала ти, П. Г. Вудхаусе      |               | Псмит                | ТВ филм |
| 1981.               | Артемис 81                    |               | студент у библиотеци | ТВ филм |
| 1982.               | Колико миља до Вавилона?      |               | Алек                 | ТВ филм |
| 1982.               | Ганди                         |               | Колин                | |
| 1984.               | Побуна на броду Баунти        |               | Џон Фрајер           | |
| 1985.               | Моја предивна перионица       |               | Џони                 | Награда Удружења њујоршких филмских критичара за најбољег споредног глумца |
| 1985.               | Соба са погледом              |               | Сесил Вајс           | Награда Удружења њујоршких филмских критичара за најбољег споредног глумца |
| 1985.               | Мој брат Џонатан              |               | Џонатан Дејкерс      | ТВ филм |
| 1986.               | Нано                          |               | Макс                 | |
| 1986.               | Агент осигурања               |               | др Кафка             | ТВ филм |
| 1988.               | Неподношљива лакоћа постојања |               | Томаш                | |
| 1988.               | Енглез у Њујорку              |               | Хендерсон Дорес      | |
| 1989.               | Аргентинска пустоловина       |               | др Фергус О’Конел    | |
| 1989.               | Моје лево стопало             |               | Кристи Браун         | Оскар за најбољег глумца у главној улози БАФТА за најбољег глумца у главној улози Награда Удружења њујоршких филмских критичара за најбољег глумца номинација - Златни глобус за најбољег главног глумца у играном филму (драма) |
| 1992.               | Последњи Мохиканац            |               | Хокај                | номинација - БАФТА за најбољег глумца у главној улози |
| 1993.               | Доба невиности                |               | Њуланд Арчер         | |
| 1993.               | У име оца                     |               | Гери Конлон          | номинација - Оскар за најбољег глумца у главној улози номинација - БАФТА за најбољег глумца у главној улози номинација - Златни глобус за најбољег главног глумца у играном филму (драма) |
| 1996.               | Искушење                      |               | Џон Проктор          | |
| 1997.               | Боксер                        |               | Дени Флин            | номинација - Златни глобус за најбољег главног глумца у играном филму (драма) |
| 2002.               | Банде Њујорка                 |               | Бил "Месар" Катинг   | БАФТА за најбољег глумца у главној улози Награда Удружења филмских глумаца за најбољег глумца у главној улози Награда Удружења телевизијских филмских критичара за најбољег глумца у главној улози Награда Удружења њујоршких филмских критичара за најбољег глумца Награда Сателит за најбољег глумца у главној улози номинација - Оскар за најбољег глумца у главној улози номинација - Златни глобус за најбољег главног глумца у играном филму (драма)                                                                              |
| 2005.               | Балада о Џеку и Роуз          |               | Џек Славин           | |
| 2007.               | Биће крви                     |               | Данијел Плејнвју     | Оскар за најбољег глумца у главној улози БАФТА за најбољег глумца у главној улози Златни глобус за најбољег главног глумца у играном филму (драма) Награда Удружења филмских глумаца за најбољег глумца у главној улози Награда Удружења телевизијских филмских критичара за најбољег глумца у главној улози Награда Удружења њујоршких филмских критичара за најбољег глумца |
| 2009.               | Девет                         |               | Гвидо Контини        | номинација - Златни глобус за најбољег главног глумца у играном филму (мјузикл или комедија) номинација - Награда Удружења филмских глумаца за најбољу филмску поставу номинација - Награда Удружења телевизијских филмских критичара за најбољу филмску поставу номинација - Награда Сателит за најбољу глумачку поставу (филм) |
| 2012.               | Линколн                       |               | Абрахам Линколн      | Оскар за најбољег глумца у главној улози БАФТА за најбољег глумца у главној улози Златни глобус за најбољег главног глумца у играном филму (драма) Награда Удружења филмских глумаца за најбољег глумца у главној улози Награда Удружења телевизијских филмских критичара за најбољег глумца у главној улози Награда Удружења њујоршких филмских критичара за најбољег глумца номинација - Награда Удружења телевизијских филмских критичара за најбољу филмску поставу номинација - Награда Сателит за најбољег глумца у главној улози |
| 2017.               | Фантомска нит                 |               | Рејнолдс Вудкок      | номинација - Оскар за најбољег глумца у главној улози номинација - БАФТА за најбољег глумца у главној улози номинација - Златни глобус за најбољег главног глумца у играном филму (драма) номинација - Награда Удружења телевизијских филмских критичара за најбољег глумца у главној улози номинација - Награда Сателит за најбољег глумца у главној улози |
| Телевизијске серије |                               |               |                      | |
| 1980.               | Пертла                        |               | ди-џеј               | епизода: |
| 1982.               | Мраз у мају                   |               | Арчи Хјуз-Форет      | епизода: |
| 1983.               | Представа месеца              |               | Гордон Вајтхаус      | епизода: |